# Linea U9 (metropolitana di Berlino)
La linea U9 della metropolitana di Berlino (U-Bahn) è lunga 12,5 km e ha 18 stazioni.
Fu realizzata dall'amministrazione di Berlino Ovest in seguito alla divisione della città, per collegare i quartieri del nord e del sud attraverso il "Neuer Westen", divenuto il centro dei settori occidentali.
Procedendo da nord verso sud tocca i quartieri: Gesundbrunnen, Wedding, Moabit, Hansaviertel, Charlottenburg, Wilmersdorf, Friedenau, Steglitz.

## Stazioni
| Stazioni                | Interscambi | Note |
| ----------------------- | ----------- | ---- |
| Osloer Straße           | U8          |      |
| Nauener Platz           |             |      |
| Leopoldplatz            | U6          |      |
| Amrumer Straße          |             |      |
| Westhafen               | S-Bahn      |      |
| Birkenstraße            |             |      |
| Turmstraße              |             |      |
| Hansaplatz              |             |      |
| Zoologischer Garten     | U2, S-Bahn  |      |
| Kurfürstendamm          | U1          |      |
| Spichernstraße          | U3          |      |
| Güntzelstraße           |             |      |
| Berliner Straße         | U7          |      |
| Bundesplatz             | S-Bahn      |      |
| Friedrich-Wilhelm-Platz |             |      |
| Walther-Schreiber-Platz |             |      |
| Schloßstraße            |             |      |
| Rathaus Steglitz        | S-Bahn      |      |

## Date di apertura
La linea U9 venne aperta in quattro fasi:
- 28 agosto 1961: Leopoldplatz-Spichernstraße
- 29 gennaio 1971: Spichernstraße-Walther-Schreiber-Platz
- 30 settembre 1974: Walther-Schreiber-Platz-Rathaus Steglitz
- 30 aprile 1976: Leopoldplatz-Osloer Straße